# Bella Forsgrén
Bella Asha Maria Belaynesh Forsgrén, née le 10 février 1992 à Addis-Abeba (Éthiopie), est une femme politique finlandaise.

## Parcours
Née en Éthiopie en 1992, adoptée par un couple finlandais lorsqu'elle a 3 ans,, elle passe son enfance à Äänekoski. Puis elle effectue des études universitaires en politique sociale à l'université de Jyväskylä,. Elle devient aussi membre de la Ligue verte. 
Bella Forsgrén est élue au conseil municipal de Jyväskylä en 2017, et réélue lors des élections municipales de 2021.
Elle est élue au Parlement de Finlande en avril 2019, représentant la circonscription de Finlande centrale. Elle est la première femme noire membre du Parlement du pays,. Elle est réélue lors des élections législatives de 2023 pour la 39e législature.
Depuis juin 2023, elle est également une des trois vice-présidentes des Verts.